# Cyril Gautier
Cyril Gautier (* 26. September 1987 in Plouagat) ist ein französischer Radrennfahrer.

## Werdegang
Cyril Gautier begann seine Karriere 2007 beim französischen Continental Team Bretagne-Armor Lux. Bei der U23-Europameisterschaft 2008 in Pallanza gewann er die Goldmedaille im Straßenrennen.
Zur Saison 2010 wechselte er zum Professional Continental Team Bbox Bouygues Télécom (später Europcar), das 2014 eine Lizenz als ProTeam erhielt, und fuhr bis zum Ende der Saison 2015 für diese Mannschaft. Er konnte 2010 die Route Adélie de Vitré, 2013 die Tour du Finistère und im Folgejahr eine Etappe der Tour du Limousin für sich entscheiden. Anschließend setzte er seine Karriere bei ag2r La Mondiale fort und gewann für seine Mannschaft 2016 die Bergwertung der Mittelmeer-Rundfahrt sowie das Rennen Paris–Camembert. 2017 gewann er Sprint- und Bergwertung der Valencia-Rundfahrt sowie eine Etappe der Tour du Limousin. 2019 entschied er die Bergwertung der Tour du Haut Var für sich.
Bis einschließlich 2019 startete Gautier acht Mal bei der Tour de France und ein Mal bei der Vuelta a España. Sein bestes Ergebnis war der 25. Rang in der Gesamtwertung der Tour de France 2014.

## Erfolge
2008
- Europameister – Straßenrennen (U23)
- eine Etappe Kreiz Breizh Elites

2010
- Route Adélie de Vitré

2012
- Nachwuchswertung Critérium International

2013
- Tour du Finistère

2014
- eine Etappe Tour du Limousin

2016
- Bergwertung Mittelmeer-Rundfahrt
- Paris–Camembert

2017
- Bergwertung und Sprintwertung Valencia-Rundfahrt
- eine Etappe Tour du Limousin

2019
- Bergwertung Tour du Haut-Var

## Grand-Tour-Platzierungen
| Grand Tour            | 2010 | 2011 | 2012 | 2013 | 2014 | 2015 | 2016 | 2017 | 2018 | 2019 | 2020 | 2021 |
| --------------------- | ---- | ---- | ---- | ---- | ---- | ---- | ---- | ---- | ---- | ---- | ---- | ---- |
| Giro d’ItaliaGiro     | –    | –    | –    | –    | –    | –    | –    | –    | –    | –    |      | –    |
| Tour de FranceTour    | 45   | 43   | 61   | 32   | 25   | 34   | 68   | 48   | –    | –    | 78   | 81   |
| Vuelta a EspañaVuelta | –    | –    | –    | –    | –    | 58   | –    | –    | –    | –    |      |      |

## Teams
- 2007 Bretagne-Armor Lux
- 2008 Bretagne-Armor Lux
- 2009 Bbox Bouygues Telecom
- 2010 Bbox Bouygues Telecom
- 2011 Team Europcar
- 2012 Team Europcar
- 2013 Team Europcar
- 2014 Team Europcar
- 2015 Team Europcar
- 2016 AG2R La Mondiale
- 2017 AG2R La Mondiale
- 2018 Vital Concept Cycling Club
- 2019 Vital Concept-B&B Hotels
- 2020 B&B Hotels-Vital Concept